# Гільово (Локтівський район)
Гільо́во (рос. Гилёво) — село у складі Локтівського району Алтайського краю, Росія. Адміністративний центр та єдиний населений пункт Гільовської сільської ради.

## Населення
Населення — 1211 осіб (2010; 1447 у 2002).
Національний склад (станом на 2002 рік):
- росіяни — 93 %